# ビーム橋

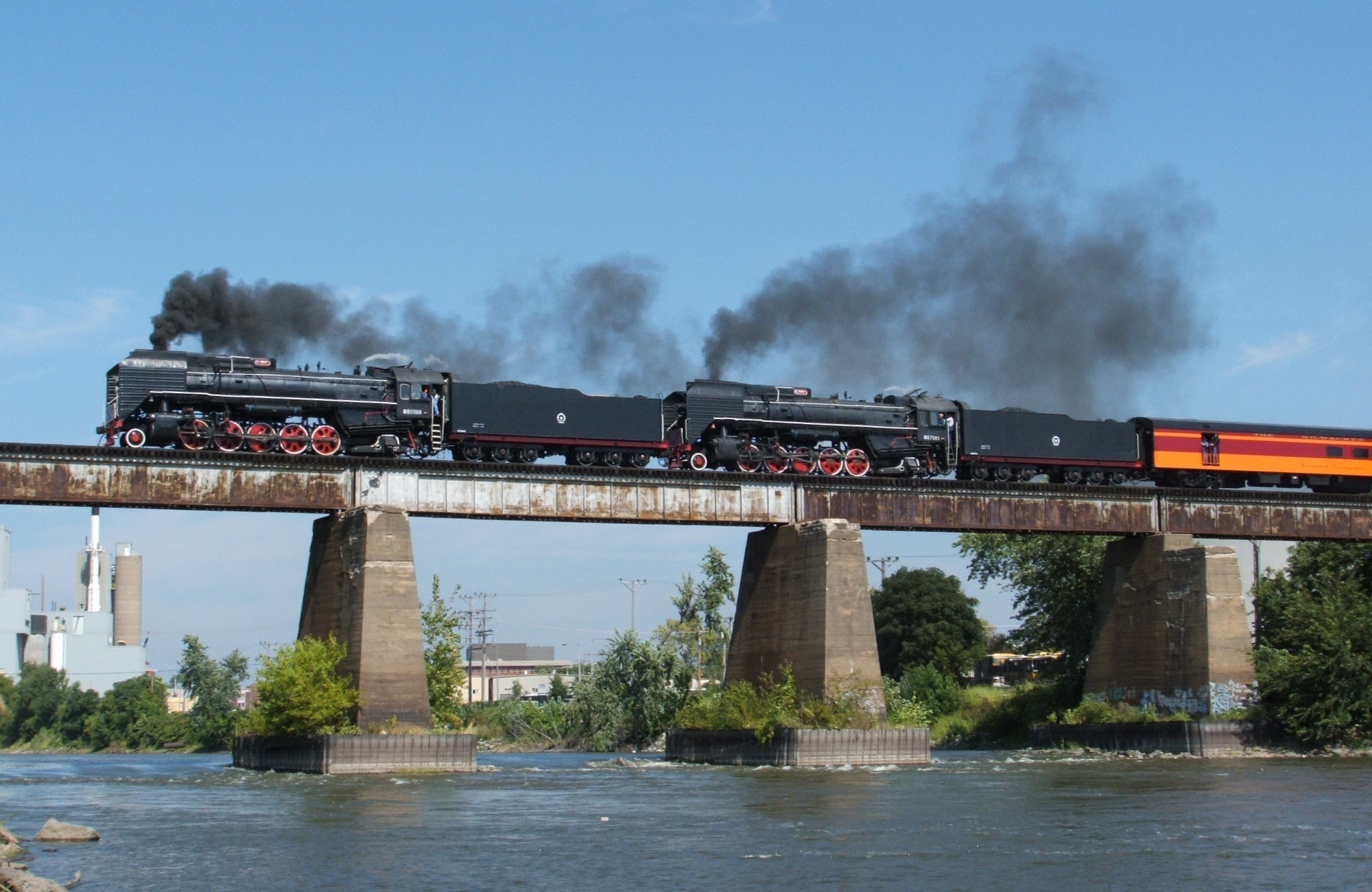
デッキガーダー鉄道橋（アメリカ合衆国アイオワ州）

ビーム橋（ビームきょう、英: Beam bridge）は、両端で支持される短い支間（スパン）を持つ、最も単純な構造形式の橋である。
ビーム（beam）とは梁（はり部材）のことであり、ビーム橋を日本語に直訳すれば梁橋（はりばし）となるが、橋梁工学では一般的な用語ではなく、「桁橋」の語が当てられている。

## 概要
現代では「形鋼として出荷されるI形鋼、H形鋼を、あまり加工をしないで架設する、支間の短い桁橋」をビーム橋と呼ぶ。ビーム橋の両端は橋台または橋脚で支持されるが、ビーム橋は、支持を通じてモーメントが伝達されないため、その構造形式（structural type）は「単純支持」として知られている。
最も古く、また単純で簡素なビーム橋は、小川をまたいで丸太（丸木橋参照）や木の厚板、あるいは板状の石（スラブ〈クラッパー橋参照〉）などを架け渡した橋であろう。一方で、近代的なインフラストラクチャー用に設計されたビーム橋の場合は、通常、鋼またはコンクリート、またはその両方の組み合わせによって建造されている。コンクリート材には、鉄筋で補強した鉄筋コンクリートや、PC鋼材で強化したプレストレスト・コンクリートが用いられる。
建設の種類には、それらの間にデッキを支持している主ビームのどちらかの側で、それらの上部にデッキと並んで多くのビームが渡っているものがある。主ビーム（主梁）には、I形鋼（あるいはH形鋼）、トラスまたはボックスガーダー（箱桁）が使用されることがある。これらは、ハーフスルー橋またはスルー橋を建造するために、上部に渡された補強材となっている。

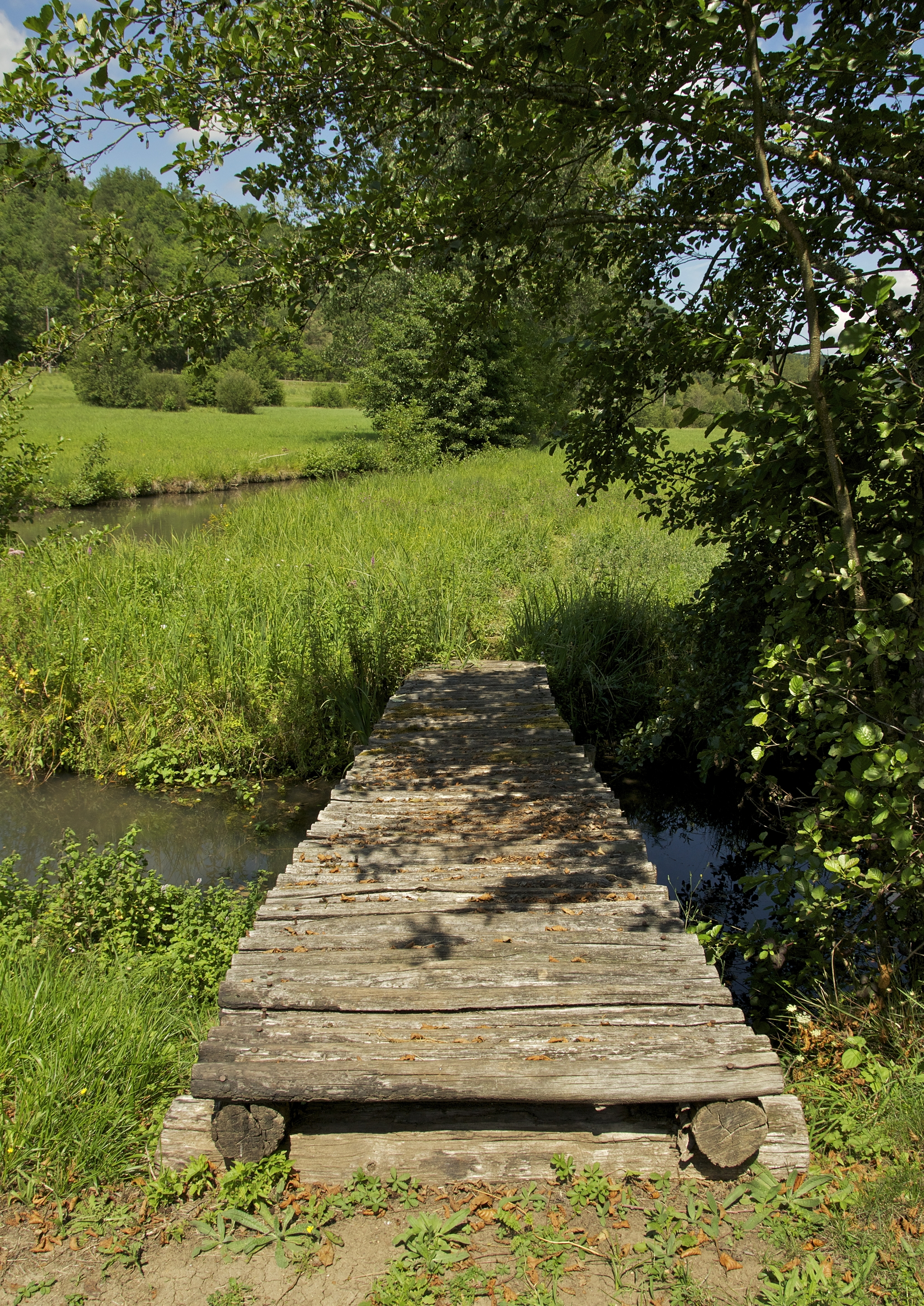
フランス共和国ドルドーニュ県の小川に架かるビームを使用した歩道橋。

アーチ橋より、モーメントの推力が伝達されないために、例えば上部構造内で水平力をこらえるレンティキュラートラスおよびボウストリングアーチのような、主に革新的な設計には適応させることができない。
ビーム橋は必ずしも両端で単純支持された1つの支間（スパン）のみを備えるとは限らない。一部の高架橋は構造的には単純桁橋を連続させる方式で作られており、たとえば1989年1月に開通した中華人民共和国の飛雲江大橋（Feiyunjiang Bridge）は橋長1.7キロメートルに達し、橋脚で支持された単純支持支間をじつに37個有している。これは、一本の桁を3基以上の橋脚・橋台で支える連続桁橋（連続トラス橋）とはまったく異なる構造である。
トラス橋とは異なり、ビーム橋では構造的に橋桁の両端以外の支点が組み込まれておらず、比較的短い距離を繋ぐのに使用される。橋脚（橋台）が唯一の支持となるため、橋脚間が大きく離れる、すなわち支間（スパン）が長くなるほどビーム橋は強度不足となる。その結果、ビーム橋においては250フィート（約76メートル）以上の支間はめったに存在しない。ただし、これはビーム橋が長距離を横断するのに使用できないことを意味するものではなく、長距離を繋ぐ際には、連続するビーム橋として、複数のビーム橋を連結して連続支間を構成することを意味しているだけである。

### 註釈
1. ↑  橋梁工学分野で英語の「beam」をどう翻訳しているかについては、社会基盤情報標準化委員会の橋梁モデルIFC-Bridge検討小委員会による『橋梁モデルIFC-Bridge検討小委員会 成果報告書』（2017年6月）のpp. 83-96掲載の表「5.2.2 橋梁に関する用語の抽出結果」を参照せよ[2]。
2. ↑  簡体字では「飞云江大桥」。中国浙江省瑞安市で飛雲江（飞云江）を南北に渡す橋長1,721メートルの橋[8]。1989年1月6日に供用が開始され、完成当時は中国最大の支間長（62メートル）を備えるプレストレスト・コンクリート製のビーム橋（単純桁橋）だった[9]。